# Olympische Sommerspiele 1992/Kanu – Vierer-Kajak 1000 m (Männer)
Die Wettkämpfe im Vierer-Kajak über 1000 Meter bei den Olympischen Sommerspielen 1992 wurden vom 4. bis 8. August 1992 im spanischen Küstenort Castelldefels ausgetragen.
Olympiasieger wurde das deutsche Boot. Sie schlugen dabei das ungarische Boot, obwohl das deutsche Boot kurz vor den Spielen wegen einer Dopingsperre von Detlef Hofmann umbesetzt werden musste.
Die Ungarn hatten seit 1986 über diese Distanz bei allen Weltmeisterschaften und auch den Wettbewerben der Olympischen Sommerspiele 1988 Gold gewonnen.

## Ergebnisse

### Vorläufe
Die Vorläufe dienten einzig der Einordnung der Boote in den Halbfinalläufen.

#### Vorlauf 1
| Rang | Athleten                                                            | Nation           | Zeit        |
| ---- | ------------------------------------------------------------------- | ---------------- | ----------- |
| 1    | Ferenc Csipes Zsolt Gyulay Attila Ábrahám László Fidel              | Ungarn           | 2:54,06 min |
| 2    | Maciej Freimut Grzegorz Kaleta Grzegorz Krawców Wojciech Kurpiewski | Polen            | 2:55,28 min |
| 3    | Róbert Erban Juraj Kadnár Attila Szabó Jozef Turza                  | Tschechoslowakei | 2:56,02 min |
| 4    | Jonas Fager Pablo Grate Anders Ohlsén Hans Olsson                   | Schweden         | 2:56,22 min |
| 5    | Belmiro Pentera António Brinco Rui Fernandes António Monteiro       | Portugal         | 3:02,38 min |
| 6    | Juan Labrin Cristian Maino José Luis Marello Fernando Chaparro      | Argentinien      | 3:09,28 min |
| 7    | Ju Jong-gwan Kang Ki-jin Lee Yong-chul Park Byeong-hun              | Südkorea         | 3:12,51 min |

#### Vorlauf 2
| Rang | Athleten                                                             | Nation         | Zeit        |
| ---- | -------------------------------------------------------------------- | -------------- | ----------- |
| 1    | Kelvin Graham Ian Rowling Steve Wood Ramon Andersson                 | Australien     | 2:57,06 min |
| 2    | Wladimir Bobreschow Oleg Gorobi Wjatscheslaw Kutusin Serhij Kirsanow | Vereintes Team | 2:57,67 min |
| 3    | Gregorio Vicente Alberto Sánchez Miguel García Francisco Cabezas     | Spanien        | 2:58,67 min |
| 4    | Matteo Bruscoli Enrico Lupetti Paolo Tommasini Iduino Santoni        | Italien        | 2:59,15 min |
| 5    | Pierre Lubac Jean-François Briand Sébastien Mayer Patrick Lancereau  | Frankreich     | 3:02,60 min |
| 6    | Richard Boyle Finn O’Connor Stephen Richards Mark Scheib             | Neuseeland     | 3:03,58 min |

#### Vorlauf 3
| Rang | Athleten                                                    | Nation             | Zeit        |
| ---- | ----------------------------------------------------------- | ------------------ | ----------- |
| 1    | Mario von Appen Oliver Kegel Thomas Reineck André Wohllebe  | Deutschland        | 2:52,17 min |
| 2    | Geza Magyar Sorin Petcu Romică Șerban Daniel Stoian         | Rumänien           | 2:54,34 min |
| 3    | Petar Godew Nikolaj Georgiew Milko Kasanow Nikolaj Jordanow | Bulgarien          | 2:57,30 min |
| 4    | Chris Barlow Mark Hamilton Mike Herbert Terry Kent          | Vereinigte Staaten | 2:58,57 min |
| 5    | Mark Perrow Herman Kotze Bennie Reynders Oscar Chalupsky    | Südafrika          | 3:06,36 min |

### Halbfinalläufe
Die ersten vier Boote des jeweiligen Halbfinals und der zeitbessere Fünfte erreichten das Finale.

#### Halbfinale 1
| Rang | Athleten                                                             | Nation             | Zeit        |
| ---- | -------------------------------------------------------------------- | ------------------ | ----------- |
| 1    | Mario von Appen Oliver Kegel Thomas Reineck André Wohllebe           | Deutschland        | 2:54,80 min |
| 2    | Ferenc Csipes Zsolt Gyulay Attila Ábrahám László Fidel               | Ungarn             | 2:55,39 min |
| 3    | Chris Barlow Mark Hamilton Mike Herbert Terry Kent                   | Vereinigte Staaten | 2:56,57 min |
| 4    | Róbert Erban Juraj Kadnár Attila Szabó Jozef Turza                   | Tschechoslowakei   | 2:56,62 min |
| 5    | Petar Godew Nikolaj Georgiew Milko Kasanow Nikolaj Jordanow          | Bulgarien          | 2:57,42 min |
| 6    | Pierre Lubac Jean-François Briand Sébastien Mayer Patrick Lancereau  | Frankreich         | 2:58,98 min |
| 7    | Wladimir Bobreschow Oleg Gorobi Wjatscheslaw Kutusin Serhij Kirsanow | Vereintes Team     | 2:59,35 min |
| 8    | Richard Boyle Finn O’Connor Stephen Richards Mark Scheib             | Neuseeland         | 3:00,66 min |
| 9    | Juan Labrin Cristian Maino José Luis Marello Fernando Chaparro       | Argentinien        | 3:11,44 min |

#### Halbfinale 2
| Rang | Athleten                                                            | Nation     | Zeit        |
| ---- | ------------------------------------------------------------------- | ---------- | ----------- |
| 1    | Geza Magyar Sorin Petcu Romică Șerban Daniel Stoian                 | Rumänien   | 2:56,80 min |
| 2    | Jonas Fager Pablo Grate Anders Ohlsén Hans Olsson                   | Schweden   | 2:58,27 min |
| 3    | Kelvin Graham Ian Rowling Steve Wood Ramon Andersson                | Australien | 2:58,83 min |
| 4    | Maciej Freimut Grzegorz Kaleta Grzegorz Krawców Wojciech Kurpiewski | Polen      | 2:59,20 min |
| 5    | Gregorio Vicente Alberto Sánchez Miguel García Francisco Cabezas    | Spanien    | 3:00,17 min |
| 6    | Matteo Bruscoli Enrico Lupetti Paolo Tommasini Iduino Santoni       | Italien    | 3:00,48 min |
| 7    | Belmiro Pentera António Brinco Rui Fernandes António Monteiro       | Portugal   | 3:00,90 min |
| 8    | Mark Perrow Herman Kotze Bennie Reynders Oscar Chalupsky            | Südafrika  | 3:10,82 min |
| —    | Ju Jong-gwan Kang Ki-jin Lee Yong-chul Park Byeong-hun              | Südkorea   | DNS         |

### Finale
| Rang | Athleten                                                            | Nation             | Zeit        |
| ---- | ------------------------------------------------------------------- | ------------------ | ----------- |
| 1    | Mario von Appen Oliver Kegel Thomas Reineck André Wohllebe          | Deutschland        | 2:54,18 min |
| 2    | Ferenc Csipes Zsolt Gyulay Attila Ábrahám László Fidel              | Ungarn             | 2:54,82 min |
| 3    | Kelvin Graham Ian Rowling Steve Wood Ramon Andersson                | Australien         | 2:56,97 min |
| 4    | Róbert Erban Juraj Kadnár Attila Szabó Jozef Turza                  | Tschechoslowakei   | 2:57,06 min |
| 5    | Geza Magyar Sorin Petcu Romică Șerban Daniel Stoian                 | Rumänien           | 3:00,11 min |
| 6    | Maciej Freimut Grzegorz Kaleta Grzegorz Krawców Wojciech Kurpiewski | Polen              | 3:01,43 min |
| 7    | Jonas Fager Pablo Grate Anders Ohlsén Hans Olsson                   | Schweden           | 3:01,46 min |
| 8    | Petar Godew Nikolaj Georgiew Milko Kasanow Nikolaj Jordanow         | Bulgarien          | 3:02,08 min |
| 9    | Chris Barlow Mark Hamilton Mike Herbert Terry Kent                  | Vereinigte Staaten | 3:04,30 min |